# Tombe des palmettes

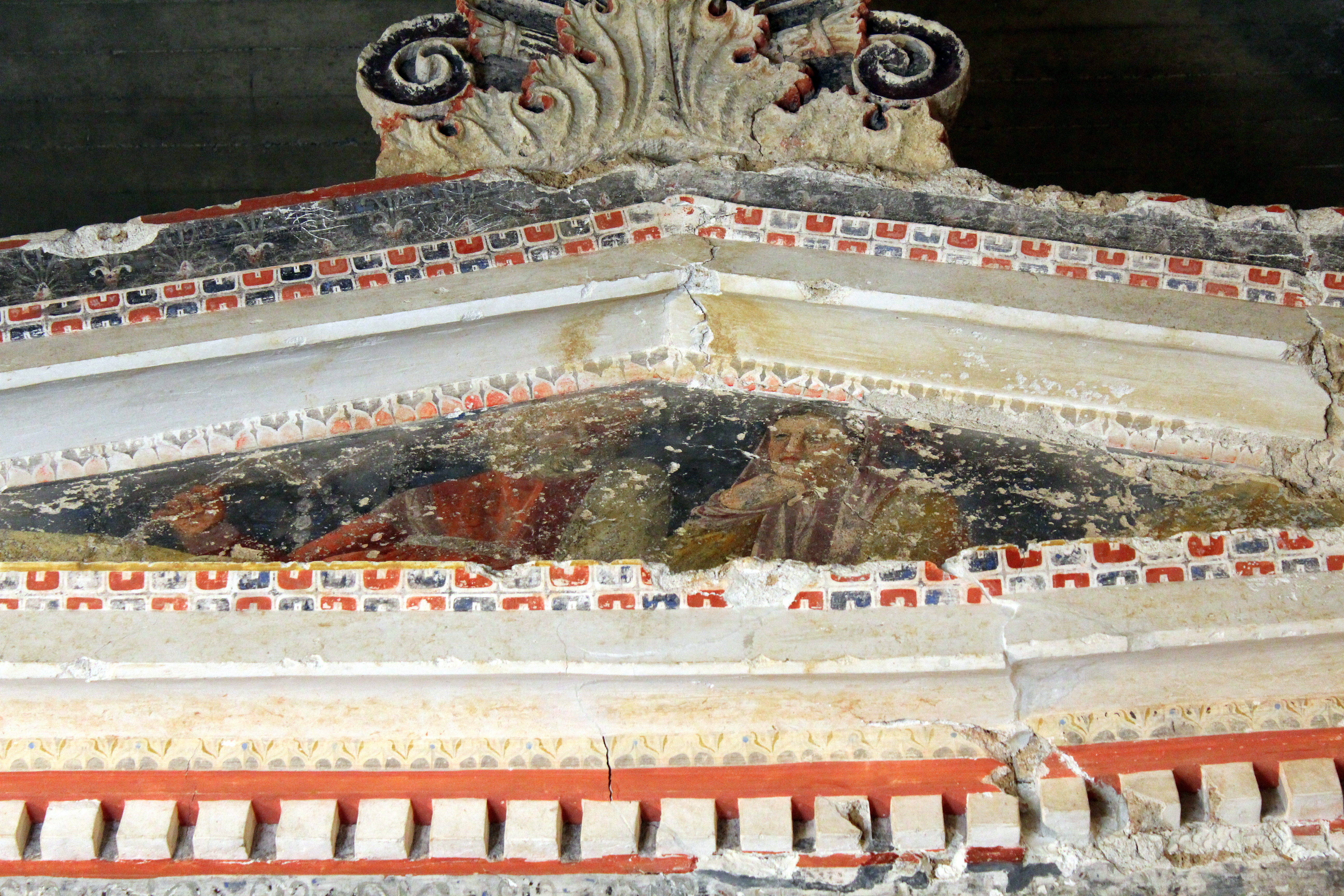
Peinture sur le tympan de la façade.

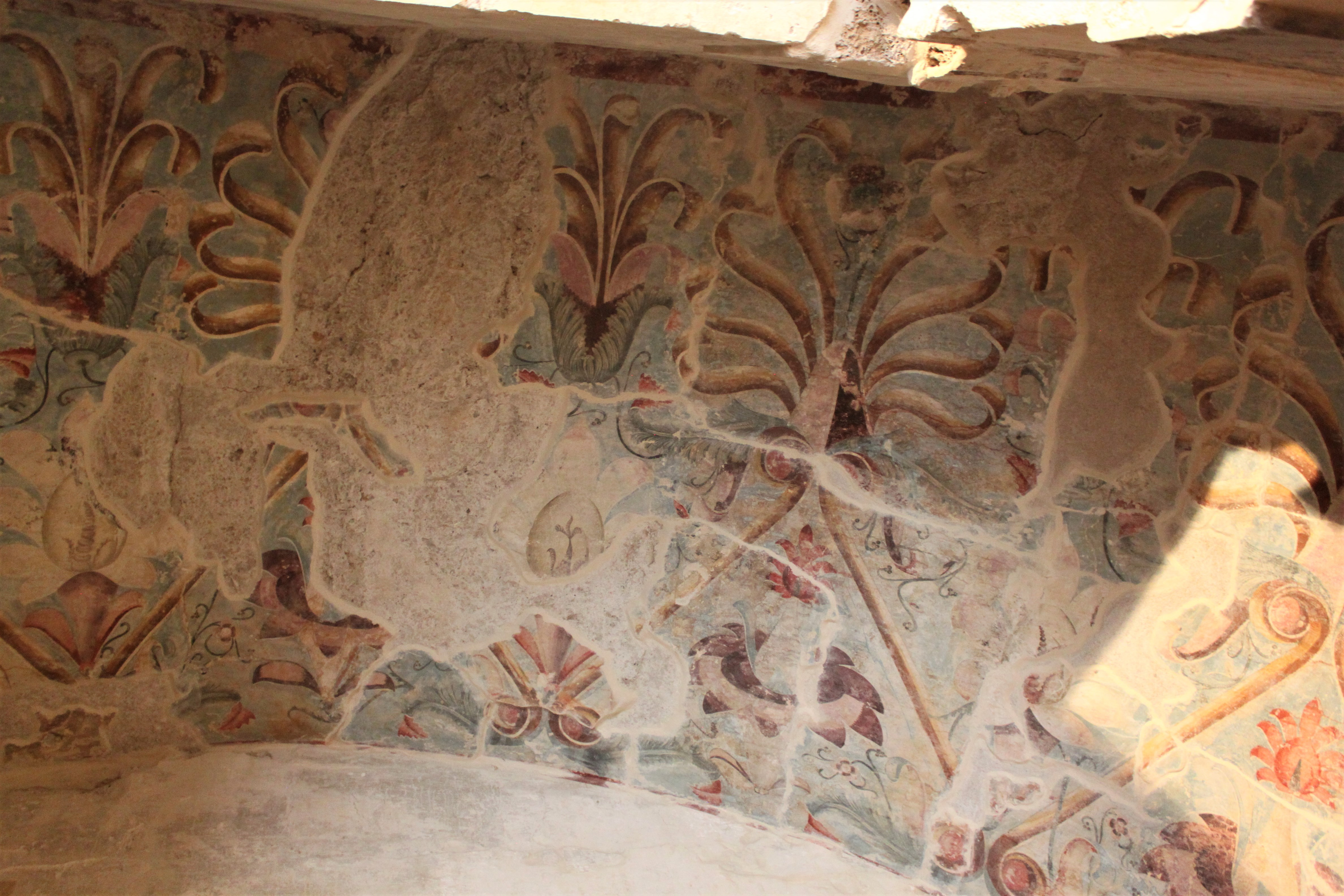
Plafond de l'antichambre.

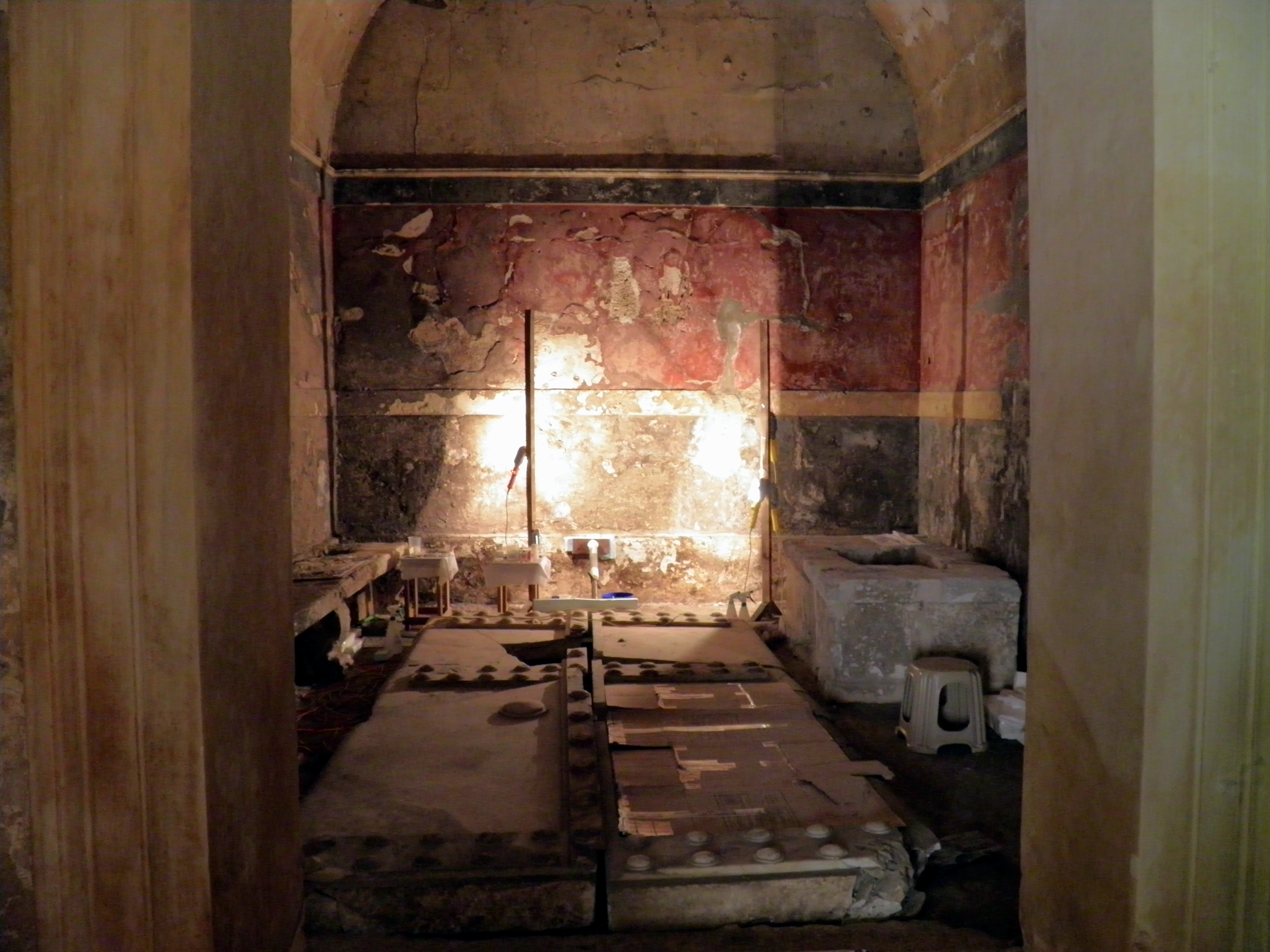
Vue de la chambre funéraire depuis l'antichambre.

La tombe des palmettes (en grec moderne : Τάφος των Ανθεμίων), parfois désignée sous le nom de tombe de Rhomiopoúlou, est un tombeau macédonien de la période hellénistique situé à Lefkádia (ancienne Miéza), près de Náoussa, en Grèce. Réputé pour la qualité de sa décoration peinte, le monument est daté de la première moitié du IIIe siècle av. J.-C. ou de la fin du IVe siècle av. J.-C..
Le tombeau tire son nom usuel des palmettes présentes sous forme d'acrotères aux angles du fronton et peintes au plafond de l'antichambre. Il est distant de la tombe du jugement d'environ 230 m et de la tombe de Lyson et Calliclès d'environ 990 m.

## Description
La tombe est composée d'une façade monumentale et de deux chambres voûtées (une antichambre et une chambre funéraire), recouvertes d'un tumulus de terre de 15-17 m de diamètre et 2,5 m de haut,.

### Façade
La façade (6,25 m de haut et 5,25 m de large) tétrastyle ionique est couronnée par un fronton triangulaire, surmontant un entablement complet. Sur fond bleu foncé, le tympan du fronton d'un mètre de haut représente une figure masculine et une femme allongés lors d'un banquet. Les deux personnages sont représentés en vue de trois quarts, face à gauche. Le vieil homme se trouve à gauche, vêtu d'un chiton rouge rehaussé d'une bordure violette et d'un himation gris-jaune. Son visage se tourne vers la droite pour regarder la figure féminine. Il a une barbe grise et tient une clef dans sa main droite. Ce détail conduit certains auteurs à penser que l'occupant de la tombe (représenté et inhumé en compagnie de sa femme) exerçait un poste religieux, d'autres affirment que le tympan illustre en réalité Hadès tenant la clef des Enfers et son épouse Perséphone,,,. La figure féminine, soutenant sa tête avec son bras droit, porte un chiton jaune et un himation violet.

### Intérieur
L'antichambre fait 4,08 m de large, 2 m de long et 5,14 m de haut. Les murs alternent trois bandes de noir et deux bandes de jaune tandis que la partie supérieure demeure blanche. Le décor du plafond est composé de six palmettes et nénuphars sur fond bleu clair. Une grande porte double en marbre (3,5 m de haut et 0,9 m de large) conduit à la chambre funéraire. Elle fut trouvée en morceaux, brisée lors du pillage du tombeau,.
La chambre funéraire fait 4,07 m de large et 5,1 m de long. Les peintures murales, qui visent à imiter un revêtement en marbre, présentent une partie inférieure en noir et supérieure en rouge tandis qu'une bande blanche en saillie sépare les deux sections. Le plafond, lui, est enduit d'un mortier jaunâtre. Un banc en pierre de poros occupe la partie gauche de la chambre. Au fond à droite, une base en pierre de poros (appelée theke) est décorée d'un rameau d'olivier peint. Elle soutenait autrefois le larnax contenant les cendres du ou des défunts, mais cet objet funéraire fut emporté lors du pillage de la tombe. Plusieurs fragments de sculpture en ivoire découverts lors des fouilles, figurant probablement des scènes de bataille et des scènes dionysiaques, décoraient autrefois un canapé en bois,.

## Les fouilles
Découverte en 1971 à la suite de fouilles illégales, la tombe a été excavée par Katerína Rhomiopoúlou de 1971 à 1973. Une structure métallique a été construite en 1988 pour protéger le monument des éléments météorologiques.